# Artyom Anatoljevics Szedov
Artyom Anatoljevics Szedov (oroszul: Артём Анатольевич Седов) (Leningrád, 1984. március 26. –) Európa-bajnoki ezüstérmes, világbajnoki bronzérmes orosz tőrvívó.